# سان بندتو دل ترونتو
سان بندتو دل ترونتو (به ایتالیایی: San Benedetto del Tronto) یک کومونه در ایتالیا است که در استان اسکولی پیچنو واقع شده‌است.

## خصوصیات
سان بندتو دل ترونتو ۲۵ کیلومترمربع مساحت و ۴۸٬۷۰۰ نفر جمعیت دارد و ۷ متر بالاتر از سطح دریا واقع شده‌است.

## خواهرخوانده
شهرهای آلبا ایولیا، اشتایر، آلفورویل، شیکاگو هایتز، ایلینوی، ویارجو، مار دل پلاتا، Poggio Bustone و سیبنیک خواهرخوانده‌های سان بندتو دل ترونتو هستند.